# Subespècies de Canis lupus
Les subespècies dels Canis lupus son
- Canis lupus albus (Kerr, 1792)
- †Llop de Kenai (Canis lupus alces) (Goldman, 1941)
- Canis lupus arabs (Pocock, 1934)
- Canis lupus arctos o llop àrtic (Pocock, 1935)
- Llop mexicà (Canis lupus baileyi) (Nelson i Goldman, 1929)
- †Llop de Terranova (Canis lupus beothucus) (G. M. Allen i Barbour, 1937)
- †Canis lupus bernardi (Anderson, 1943)
- Canis lupus campestris (Dwigubski, 1804).[8] Es troba al Kirguizstan.[9]
- Canis lupus chanco (Gray, 1863).[10] Mongòlia[9][11]
- †Canis lupus columbianus (Goldman, 1941)
- Llop de Vancouver (Canis lupus crassodon) (Hall, 1932)
- Dingo (Canis lupus dingo) (Meyer, 1793)
- Gos (Canis lupus familiaris) (Linnaeus, 1758)
- Canis lupus filchneri (Matschie, 1907).Gansu (la Xina)[9]
- †Canis lupus floridanus (Miller, 1912).[12][13] Estats Units: des de Maine fins a Florida[14]
- †Canis lupus fuscus (Richardson, 1839)
- †Canis lupus gregoryi (Goldman, 1937)
- †Canis lupus griseoalbus (Baird, 1858)
- †Canis lupus hattai (Kishida, 1931)
- †Canis lupus hodophilax (Temminck, 1839)
- Canis lupus hudsonicus (Goldman, 1941)
- Canis lupus irremotus (Goldman, 1937)
- Llop del Labrador (Canis lupus labradorius) (Goldman, 1937)
- Canis lupus ligoni (Goldman, 1937)
- Canis lupus lupus (Linnaeus, 1758)
- Llop algonquí (C. l. lycaon) (Schreber, 1775)
- Canis lupus mackenzii (Anderson, 1943)
- Canis lupus manningi (Anderson, 1943)
- †Canis lupus mogollonensis (Goldman, 1937)
- †Canis lupus monstrabilis (Goldman, 1937)
- Llop de les praderies (Canis lupus nubilus) (Say, 1823)
- Canis lupus occidentalis (Richardson, 1829)
- Canis lupus orion (Pocock, 1935)
- Canis lupus pallipes (Sykes, 1831)
- Canis lupus pambasileus (Elliot, 1905)
- Llop vermell (abans Canis lupus rufus actualment Canis rufus) (Audubon i Bachman, 1851)
- Llop d'Alaska (Canis lupus tundrarum)
- †Canis lupus youngi (Goldman, 1937)[15][16][17]
- Llop ibèric (Canis lupus signatus) (Ángel Cabrera Latorre, 1914)[18]Petjades